# Emanuel Mirchev
Emanuel Mirchev (bulgarisch Еманүел Мирчев ‚Emanuel Mirtschew‘; * 9. Februar 2002 in Hamburg) ist ein bulgarisch-deutscher Fußballspieler.

## Werdegang

### Verein
Der in Hamburg geborene Mirchev begann im Stadtteil Barmbek-Süd beim SV Uhlenhorst-Adler (benannt nach dem benachbarten Stadtteil Uhlenhorst) mit dem Fußballspielen, ehe er 2013 in das Nachwuchsleistungszentrum des Hamburger SV wechselte. Dort spielte er in der Saison 2018/19 mit den B1-Junioren (U17) 21-mal in der B-Junioren-Bundesliga Nord/Nordost und erzielte als defensiver Mittelfeldspieler 8 Tore. In den Spielzeiten 2019/20 und 2020/21, die aufgrund der COVID-19-Pandemie ab März 2020 bzw. November 2020 nicht fortgeführt werden konnten, folgten 13 Einsätze (2 Tore) für die A-Junioren (U19) in der A-Junioren-Bundesliga Nord/Nordost. Im April 2021 absolvierte der 19-Jährige während der Saisonunterbrechung ein Probetraining samt Testspiel bei Energie Cottbus aus der viertklassigen Regionalliga Nordost. Am Saisonende endete seine Juniorenzeit, womit er den HSV verließ.
Zur Saison 2021/22 schloss sich Mirchev dem Drittligisten SC Verl an. Dort konnte er sich unter Guerino Capretti und dessen Nachfolger Michél Kniat nicht durchsetzen und kam in 13 von 38 Spielen zum Einsatz, wobei er lediglich 6-mal in der Startelf stand. Die Verler befanden sich über die gesamte Saison im Abstiegskampf, konnten aber auf dem 16. Platz knapp die Klasse halten.
Zur Saison 2022/23 kehrte Mirchev nach Hamburg zurück und schloss sich in der Regionalliga Nord dem FC Teutonia 05 Ottensen an.

### Nationalmannschaft
Mirchev absolvierte im Mai 2017 ein Länderspiel für die deutsche U15-Nationalmannschaft. Anschließend wechselte er vom DFB zum bulgarischen Fußballverband. Im November 2019 kam der Mittelfeldspieler 3-mal in der bulgarischen U19-Auswahl zum Einsatz. Seit März 2021 ist er in der bulgarischen U21-Nationalmannschaft aktiv.

## Titel
- Hamburger Pokalsieger: 2023